# Roberto García-Peña
Roberto García-Peña (Bucaramanga, 24 de abril de 1910-Bogotá, 28 de noviembre de 1993) fue un abogado y periodista colombiano, miembro del Partido Liberal Colombiano.
Durante su vida periodística fue conocido con el seudónimo de Áyax, evocando al personaje de la mitología griega.

## Juventud y formación académica
Era hijo de Tirso García Guzmán y Carolina Peña. Cursó sus estudios básicos y secundarios en el colegio San Pedro Claver, en la capital santandereana. Editó una hoja clandestina llamada El Alacrán, y luego de escribir en el anuario del colegio una crónica sobre el naufragio de la canoa en la que viajaba, fue nombrado director del periódico estudiantil. Posteriormente, viajó a Bogotá, e ingresó a la Universidad Externado, en donde se graduó como abogado. Recién titulado, empezó a trabajar como reportero en El Espectador, pero al poco tiempo fue despedido, porque según sus superiores, "no servía para ser periodista".
Se radicó en Santiago de Chile y adelantó estudios de especialización en Ciencias Internacionales, Historia Diplomática y Derecho Internacional Público y Privado, en la Universidad de Chile. Después de terminada la guerra con el Perú, fue nombrado secretario general del embajador de Colombia en Lima, Gabriel Turbay, y en 1938, pasó a ser secretario general de la Cancillería.

## Director deEl Tiempo
A la par de su trabajo en el Ministerio de Relaciones Exteriores, ingresó como periodista del diario El Tiempo, cuyo propietario era el entonces presidente Eduardo Santos. La dirección del periódico había sido delegada por Santos a Germán Arciniegas. Con 29 años, García-Peña acompañaba al mandatario en su automóvil, cuando este le dijo: "Mi querido Roberto, yo creo que usted puede ser el director de El Tiempo". Esta propuesta tomó por sorpresa al joven columnista, pues el propio Santos, a pesar de reconocer su buen desempeño, le había asegurado que le faltaba muchísimo para llegar a escribir un editorial del periódico liberal. A partir del 1° de abril de 1939, Roberto García-Peña inició su larga carrera como director de El Tiempo, cargo que ostentaría por los siguientes 42 años. 
Durante los gobiernos conservadores de Mariano Ospina Pérez y Laureano Gómez, García-Peña tuvo que enfrentar, tanto en los editoriales como en su columna "Rastro de los Hechos", la restricción impuesta por la censura de prensa. Ésta se hizo aún más severa durante el gobierno militar del general Gustavo Rojas Pinilla, al punto de que el régimen exigió que se publicara durante un mes en primera página, un texto en el que se le pedía perdón al Jefe de Estado y se rectificaba lo asegurado por García-Peña en un telegrama enviado al director de El Comercio de Quito, Jorge Mantilla, según el cual, la muerte de un periodista pereirano y su hijo se debía a un asesinato perpetrado por "Los Pájaros" (un grupo de matones conservadores) y no a un accidente de tránsito, como afirmaba el gobierno. El director del diario se negó a publicar la rectificación. Las instalaciones de El Tiempo fueron militarizadas la noche del 3 de agosto de 1955, y al día siguiente, se hizo efectiva la orden de clausura del periódico.
La Universidad de Columbia le otorgó el Premio Maria Moors Cabot, en 1956, mientras el periódico se encontraba cerrado, como un reconocimiento a la lucha por la libertad de prensa. Cuando El Tiempo reapareció, el 8 de junio de 1957, un mes después de la caída de Rojas Pinilla, García-Peña retomó la dirección del diario, y por única vez en su trayectoria en los medios no firmó la columna de "Rastro de los Hechos", con su seudónimo: "...Y por una vez quede Áyax en la penumbra, para que esta evocación tan personal tenga la validez del nombre. Roberto García-Peña". Siendo un gran aficionado a la radio, mientras escuchaba la señal de onda corta de una emisora norteamericana, se enteró a la madrugada del 5 de junio de 1968, sobre el atentado que le causó la muerte al precandidato demócrata a la presidencia de los Estados Unidos, Robert F. Kennedy. Inmediatamente ordenó que se pusiera en marcha una edición extraordinaria del periódico, la cual salió con la noticia antes que los demás diarios colombianos.
Tras haber superado los 35 años como director titular de El Tiempo, le fue concedido el Premio Nacional de Periodismo Simón Bolívar a la vida y obra de un periodista, en 1976. y continuó ejerciendo su cargo hasta el 17 de julio de 1981. A partir del día siguiente, la dirección quedó en manos de Hernando Santos Castillo.

## Director Eméritoy últimos años
Roberto García-Peña fue designado, el 18 de julio de 1981, con el título honorífico de "Director Emérito", esto es, un consejero, asesor y referente para cualquier asunto importante del que los nuevos encargados del periódico necesitaran su opinión o ayuda en la toma de decisiones. Pero esto no significó su retiro del periodismo. Como "Áyax" siguió publicando su "Rastro de los Hechos" en la edición dominical de El Tiempo, hasta el último día de su vida, el 28 de noviembre de 1993, cuando falleció en su residencia, al norte de Bogotá. Había estado casado con Rosa Archila Monroy (fallecida años antes), de cuyo matrimonio nacieron tres hijos: Roberto, Clara y Maryluz García-Peña Archila, madre del periodista Roberto Posada García-Peña "D'Artagnan" (1954-2009). Gabriel García Márquez, en una de sus notas de prensa, titulada Punto final a un incidente ingrato, lo definió como "uno de los hombres más decentes de nuestro tiempo".

## Homenajes
En el municipio de Girón existe un colegio ubicado en el barrio Rincón de Girón nombrado como homenaje a él. El colegio fue creado en febrero de 1994 y ofrece los niveles de educación básica y media vocacional en la modalidad técnica comercial y académica.